# Åreskutan
För utförsåkning på Åreskutan, se Åre (skidområde).

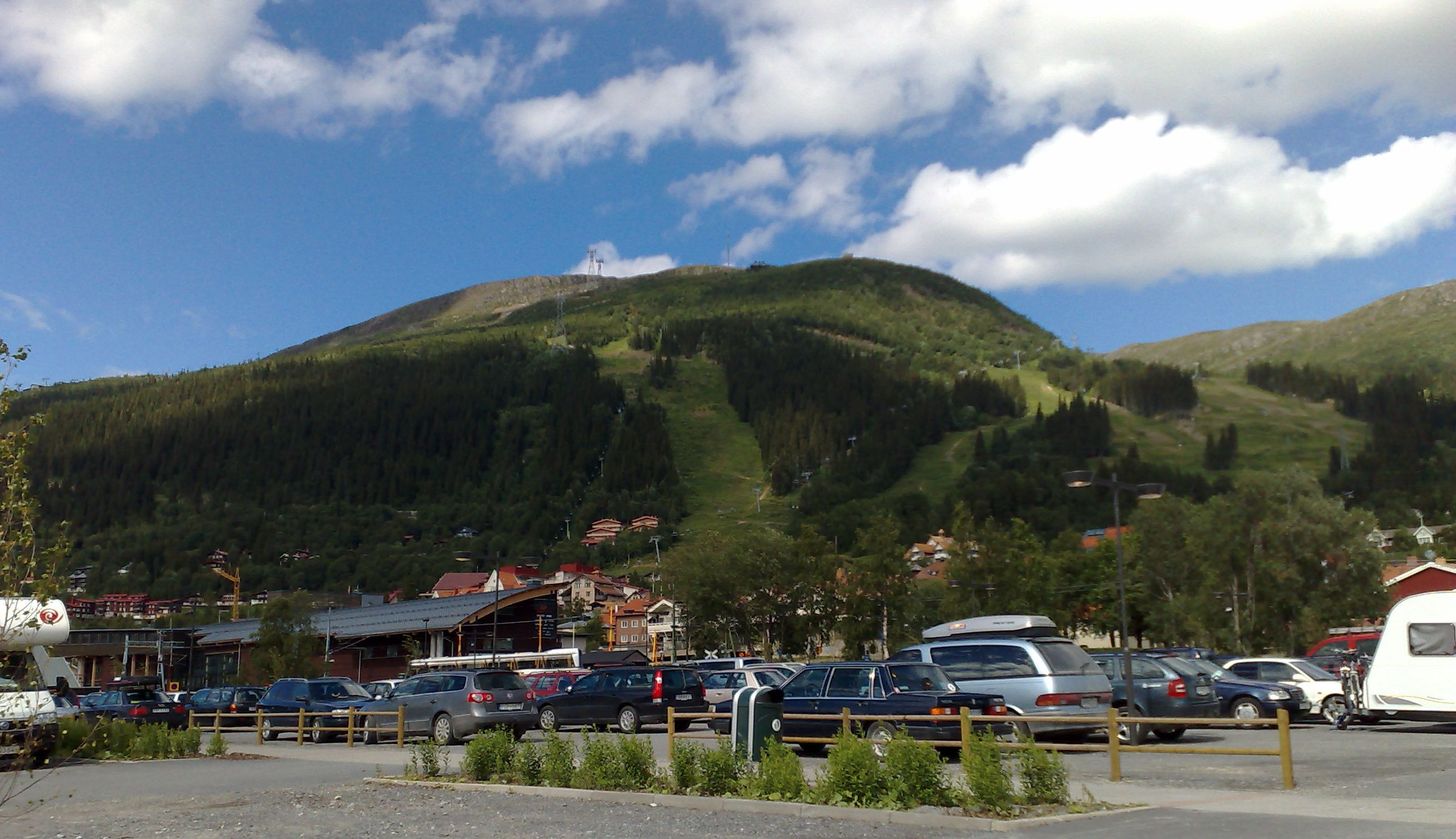
Åreskutan med Mörvikshummeln, juli 2007, sedd från Åre Strand.

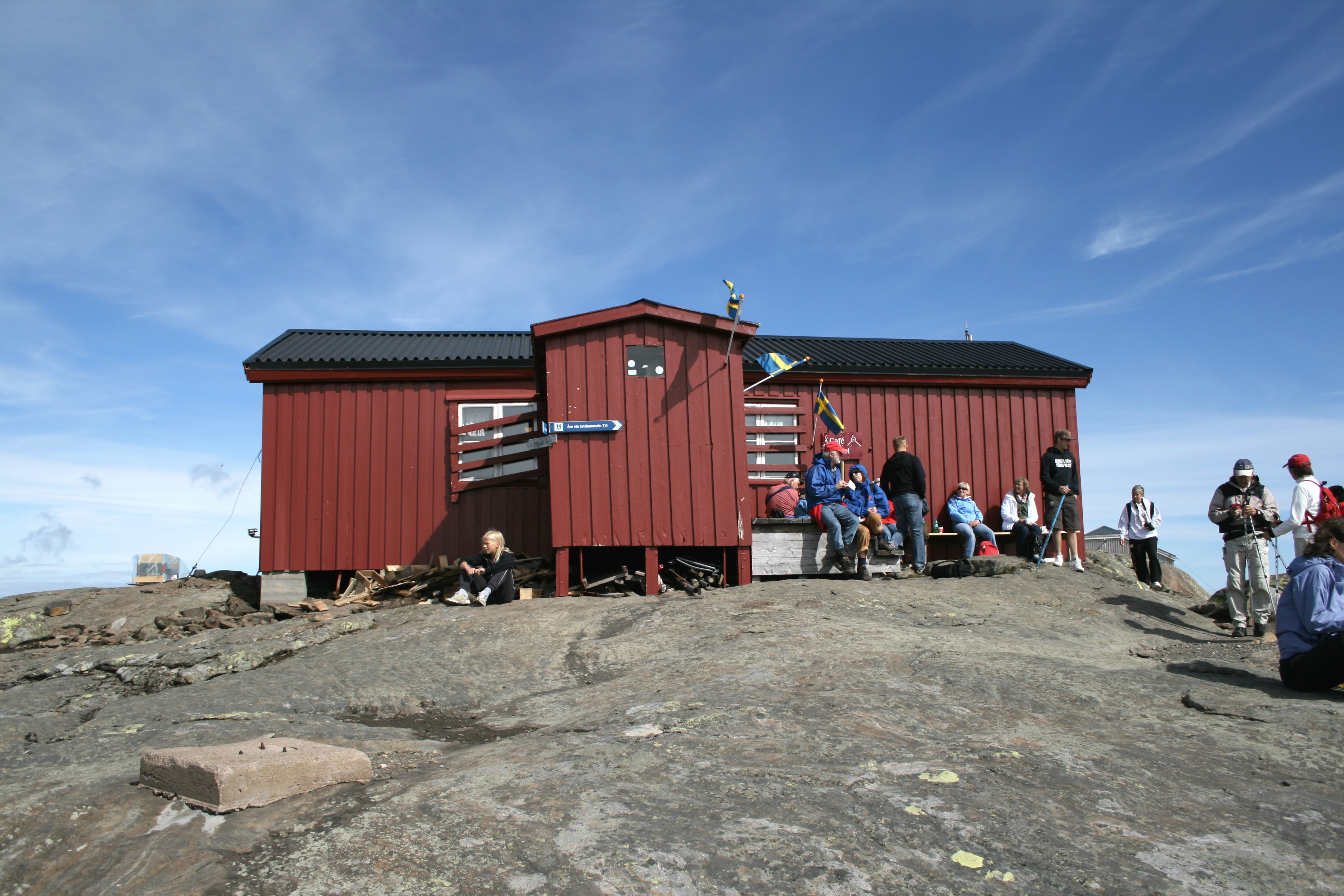
Toppstugan, sommar 2008, på 1 420 m ö.h.

Åreskutan är ett fjäll i Åre kommun, västra Jämtland, som reser sig 1 420 meter över havet (m ö.h.) och 1 048 meter över Åresjön (på så vis den största effektiva höjdskillnaden i Jämtlands län).

## Etymologi
Namnet Åreskutan kommer från de gamla nordiska orden skat och skott, som betyder topp eller spets. På jämtska uttalades det "skut" eller "skjut", Åreskutan betyder med andra ord Åretoppen.
Namnet hör även till den gamla sägnen om jätten Rut i Skut, som sägs fortfarande leva och härskar på Åreskutan om nätterna, och som främst är känd för sin grannfejd med Jätt i Spjätt på Suljätten som ledde till ett stenkastningskrig – där Rut kom segrande ur striden.

## Geologi
Åreskutan är ett urberg och samtidigt det främsta fjället som i huvudsak symboliserar den Skandinaviska bergskedjans skolla-uppbyggnad, där fjället stigit med hjälp av olika bergarter som staplats upp på varandra.
Bergets stora tillgång på kalk har gjort det gynnsamt för artrikare flora med exempelvis orkidéer – inklusive en del sällsynta fynd, som normalt inte finns på kalfjällsnivå – och ett rikare fågelliv.

## Klimat
Närheten till Golfströmmen i kombination med den rena luften som råder (ofta uppemot 100 % luftfuktighet vid toppen), medför en mycket sällsynt kraftig nedisning på Åreskutans kalfjäll under vinterhalvåret. Främst snöfall i kombination med kraftig vind, som är vanligt på fjälltopparna i dessa trakter, bidrar till fenomenet – som intensifieras följaktligen med höjden. Nedisningen och de hårda vindarna orsakar i övrigt stora problem för driften av de skidliftar som sträcker sig upp på Åres kalfjäll.
Nästan varje vinter händer det att vindbyhastigheten någon eller några dagar överskrider 40 m/s på Åreskutans topp, men i samband med stormen Ivar kvällen före Lucia 2013 uppmättes vindstyrkor på 49–58 m/s innan den vindmätaren blåste sönder (då rådde orkanbyar uppemot 39,5 m/s även nere i Åredalen där 360 kvadratmeter tak blåste av Holiday Club, som träffade Bahnhof Café plus Station Åre). Den hittills officiellt högsta uppmätta medelvindhastigheten på Åreskutan är 55 m/s, den 5 december 1979. (Det svenska motsvarande rekordet vid markhöjd är 40 m/s på Ölands södra grund, 17 oktober 1967.)
Normalt sett är temperaturen 5–10 °C lägre vid toppen än dalen, men under högtryck på vintrarna är det vanligt med så kallad inversion. I Åredalen är den normala medeltemperaturen omkring −6 °C december–februari, och cirka +10 °C juni–augusti.

## Turism
På fjällets sluttningar finns om vintern ett stort utbud av utförsåkning i olika svårighetsgrad. Skidliftar och röjda nerfarter täcker stora delar av södra fjällsidan (möjlighet finns även att åka off-pist ned på den norra sidan av fjället till gruvbyn Huså). Kabinbanan, som på knappt tio minuter transporterar passagerare till Sveriges högst belägna liftburna platå på 1 274 meters höjd, gör Åreskutan lättillgänglig även sommartid – då skidåkningen ersätts med vandringsleder och leder för downhill-cykling. I Kabinbanans bergstation finns Sveriges högst belägna restaurang, Base Camp Åreskutan (tidigare Stormköket, och Bistrologiskt).
På högsta toppen finns en telemast tillhörande kommunikationsbolaget Westél, en toppstuga från år 1892 (byggdes ut 1935–1937, renoverades 1974 och öppnade kioskservering 1976), samt en plattform för helikopterlandning. Åreskutans förtoppar är Västerskutan (1 333 m ö.h.), Lillskutan (1 094 m ö.h.), Mörvikshummeln (891 m ö.h.) samt Långhögen/Blåsten (1 200 m ö.h.).

## Avbildning på Stockholms centralstation
Vid ombyggnaden av Stockholms centralstation 1927 och tillkomsten av den nya Centralhallen utfördes på den östra sidan av vänthallen åtta väggmålningar med olika landskapsmotiv från Sverige. De är skapade av konstnärerna John Ericsson och Natan Johansson. Åreskutan är motivet på den tredje målningen från norr.

## Bilder

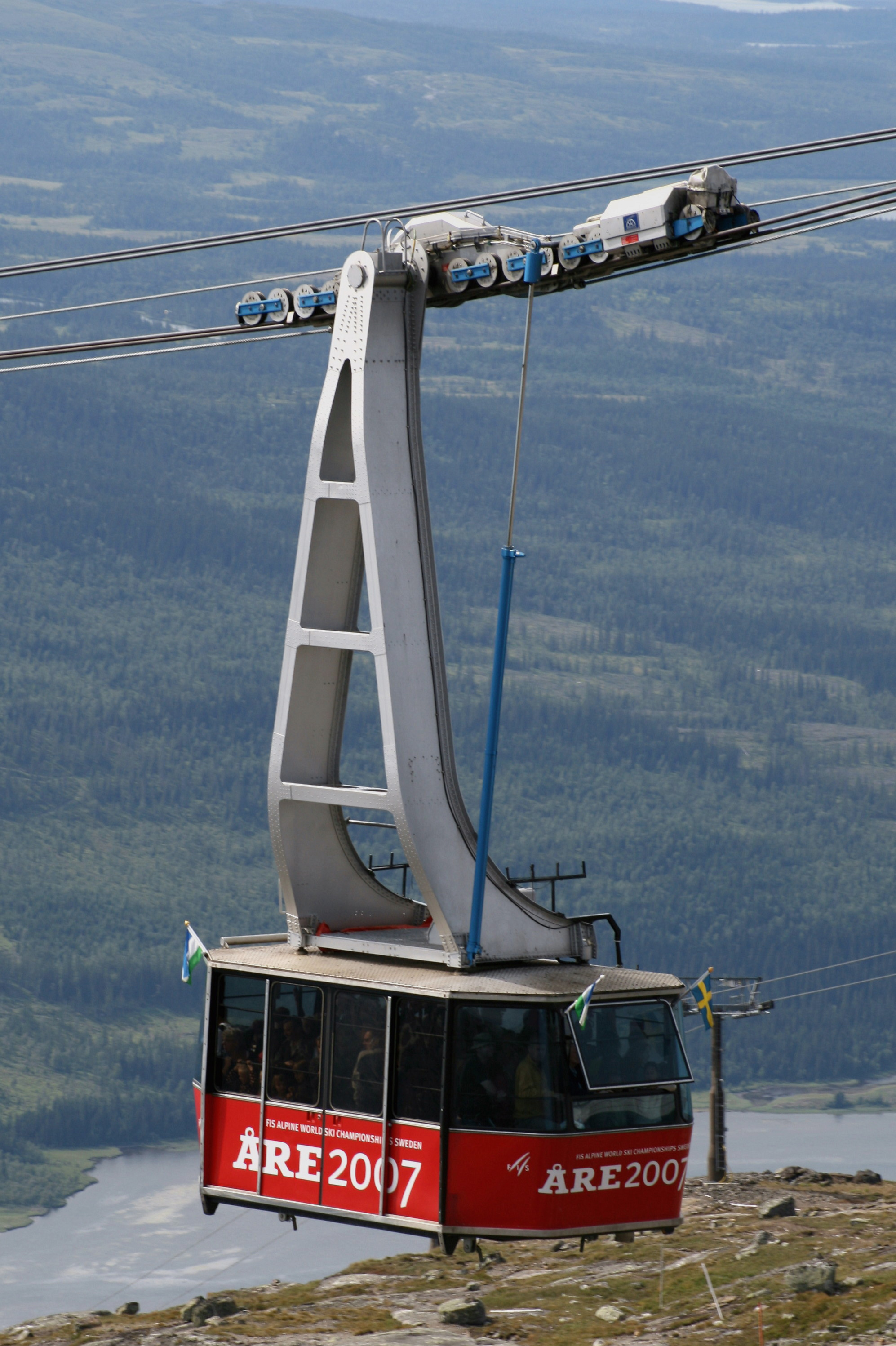
Kabinbanan.
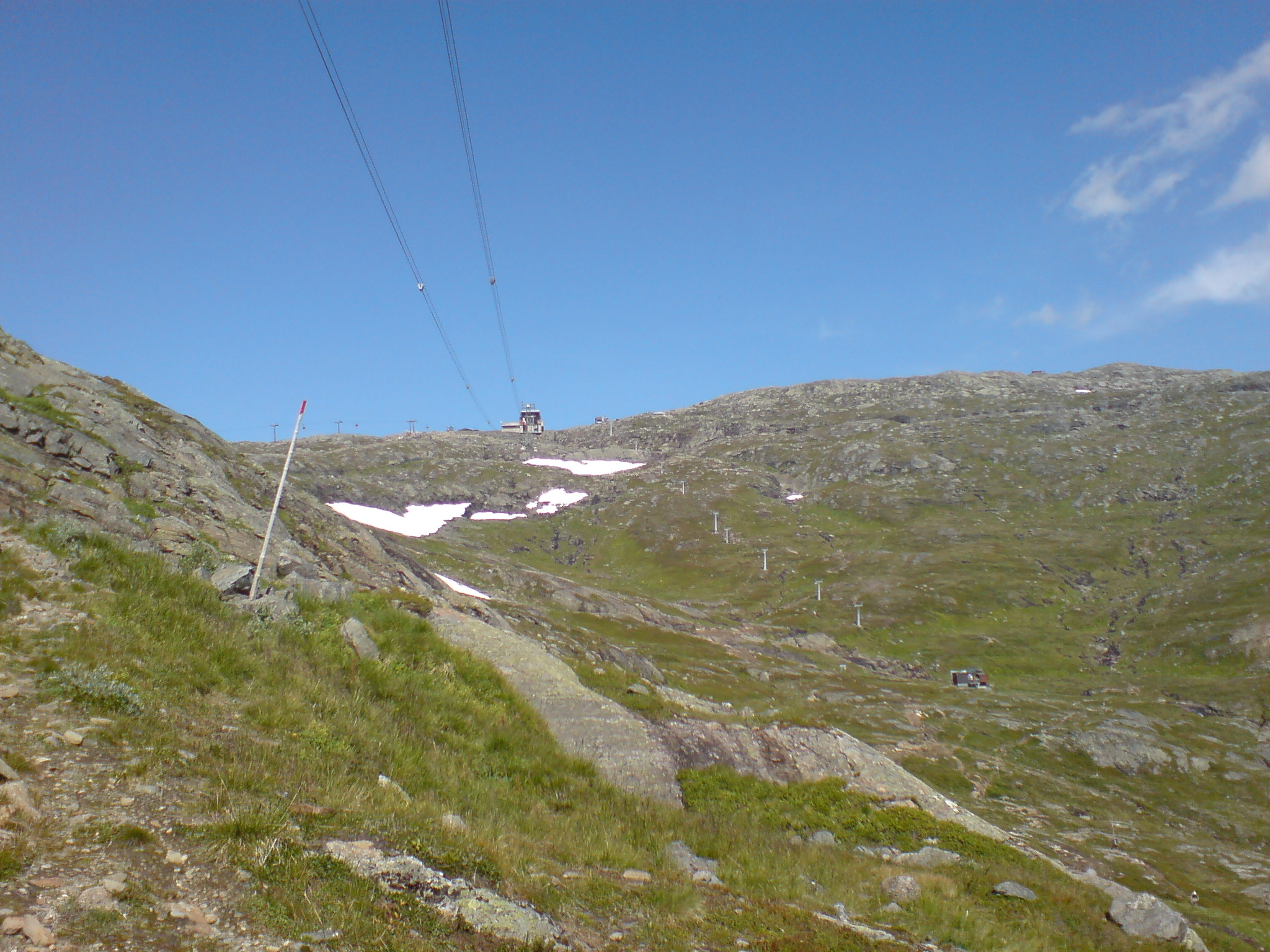
Tusenmetern, sedd från Svartberget.
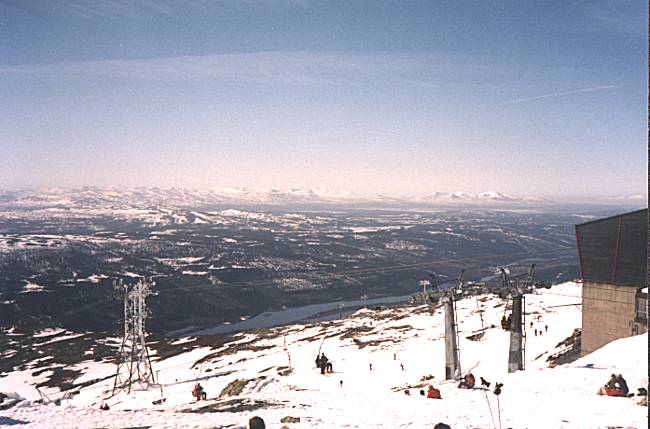
Tusenmetern berg (liftsystemets topp).
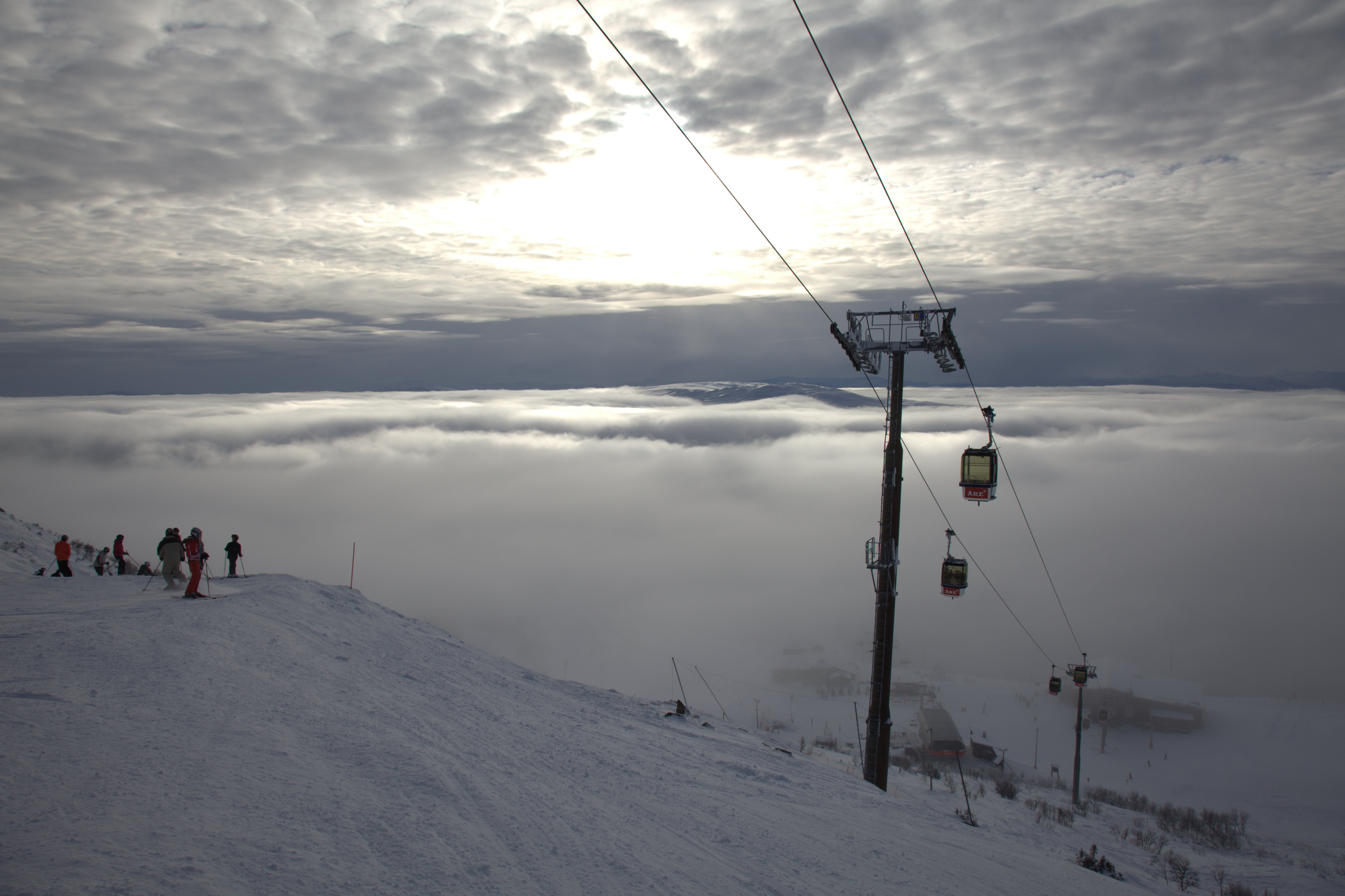
Gondolen.
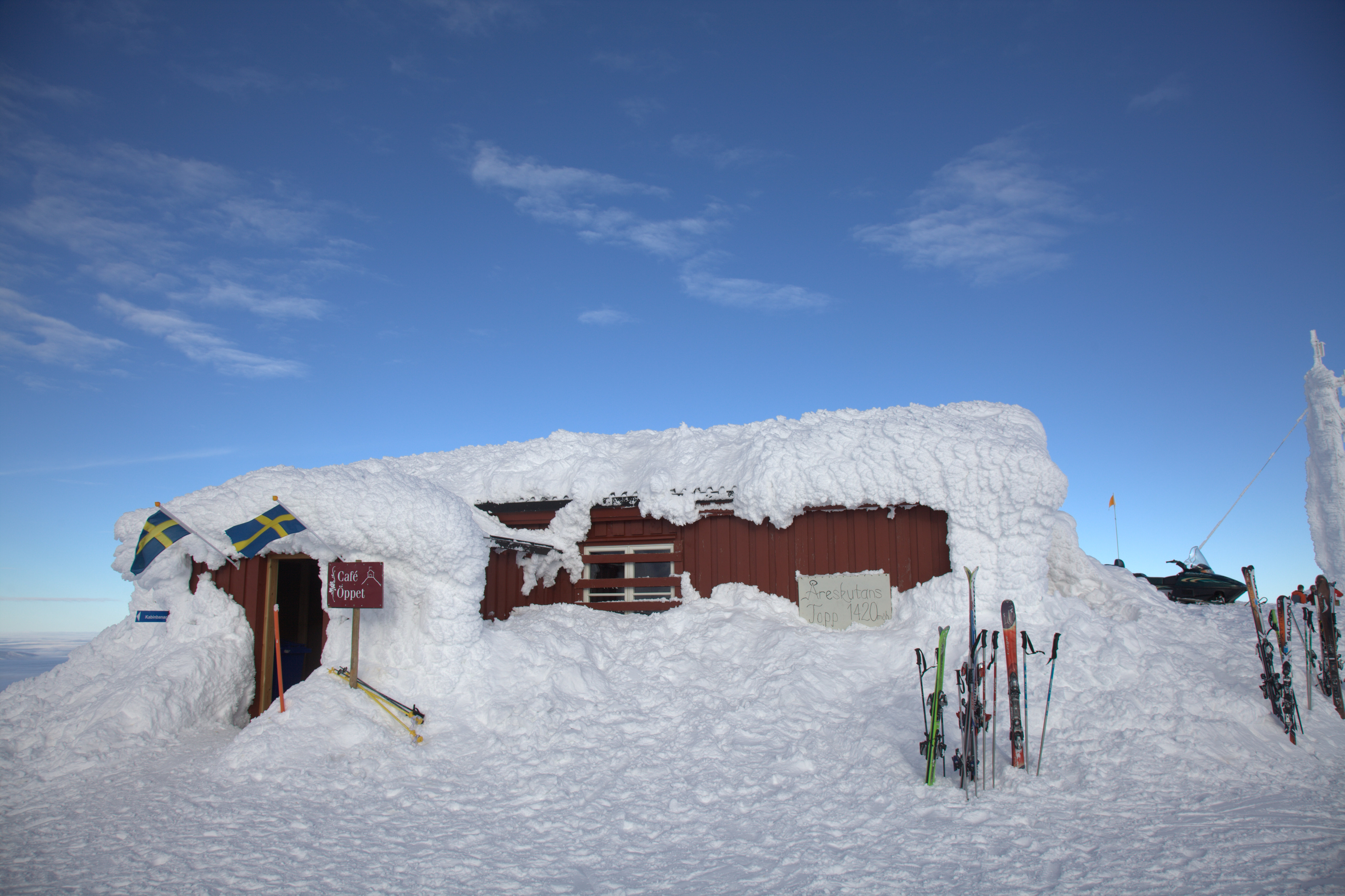
Toppstugan vintertid, tämligen nedisad och översnöad.
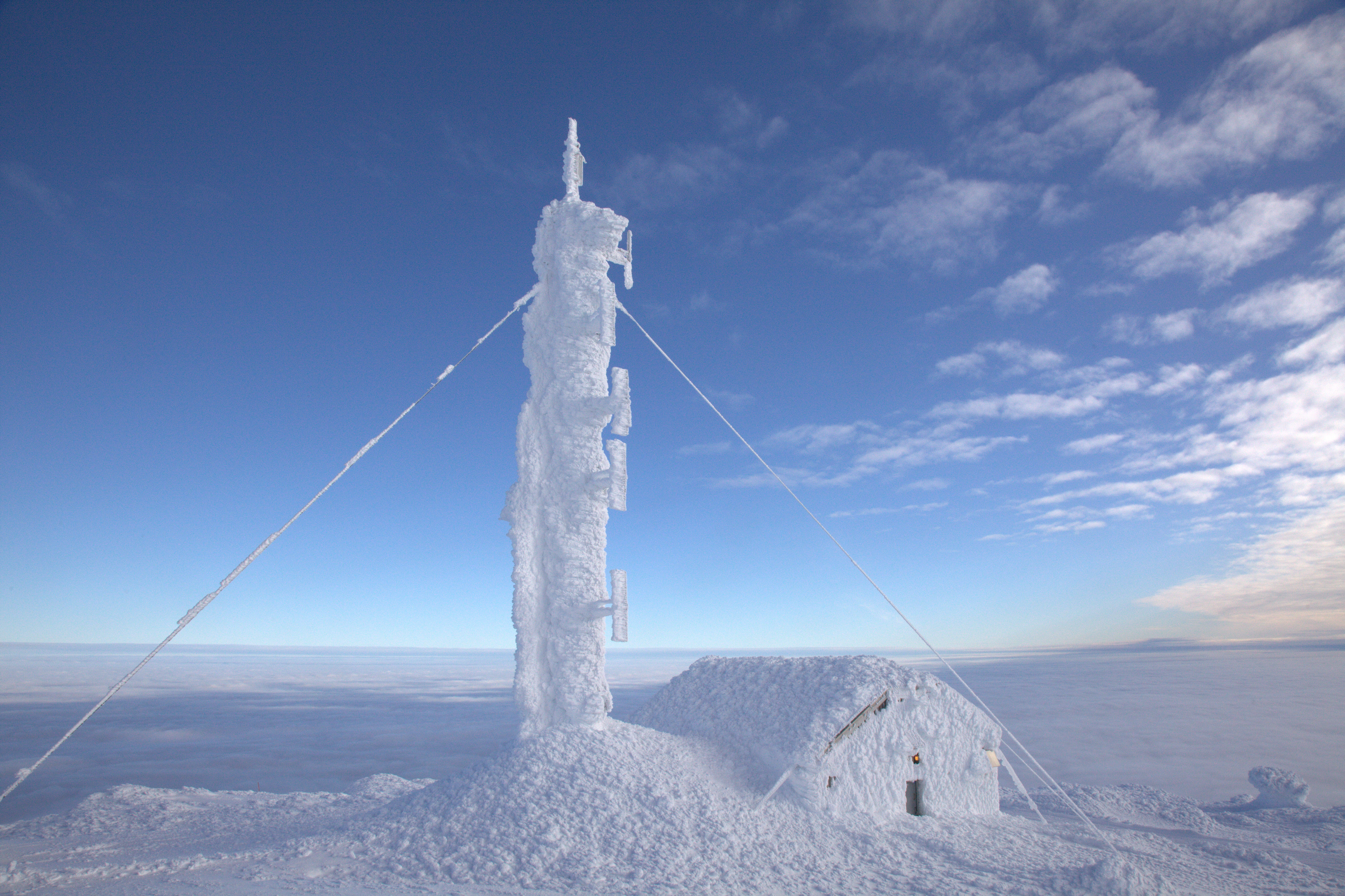
Nedisad mast på toppen.
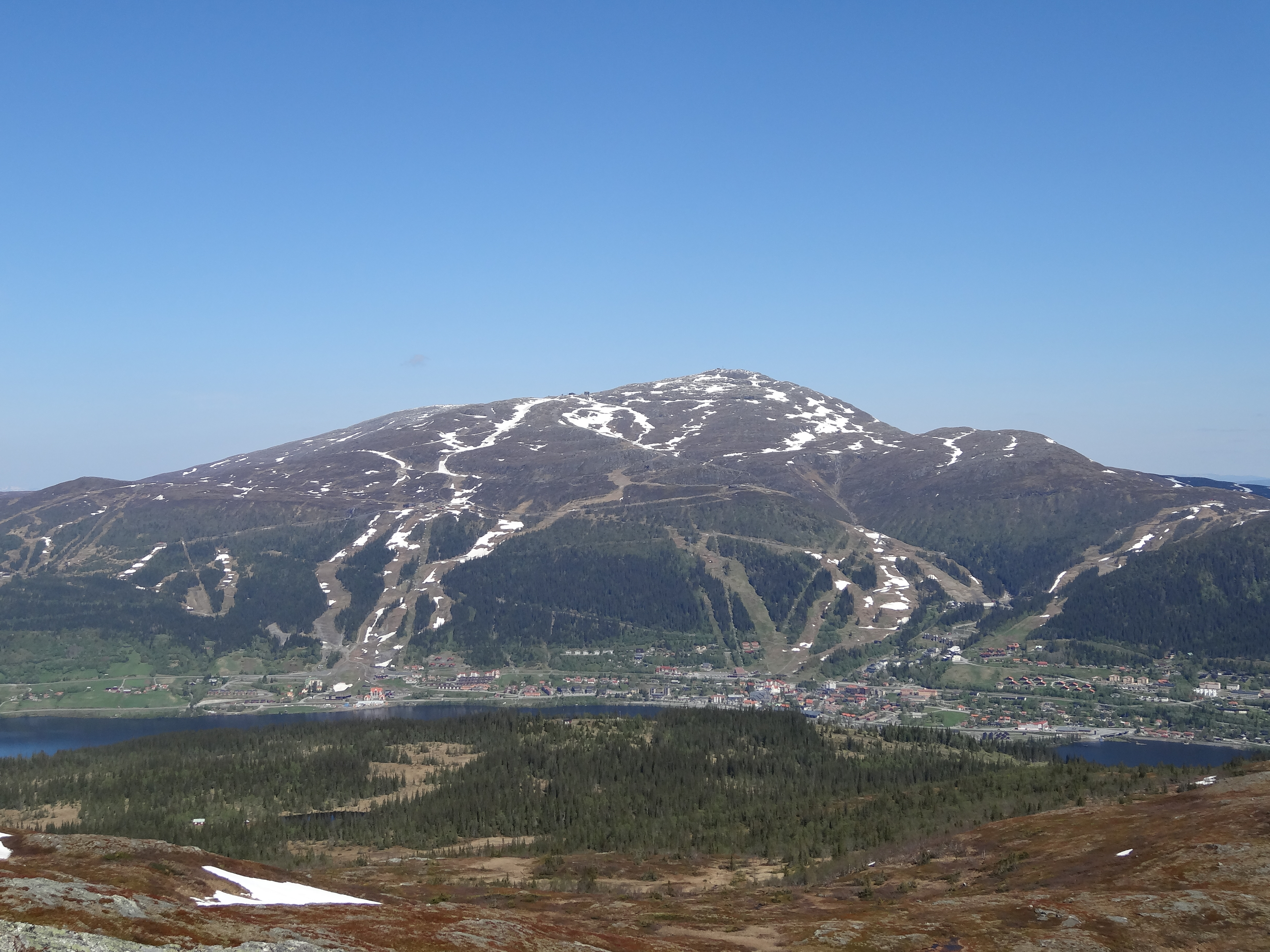
Åreskutan, sedd från Renfjället.